# Arbelarosa
Arbelarosa is een geslacht van vlinders van de familie slakrupsvlinders (Limacodidae).

## Soorten
- A. mediodorsata Hering, 1931
- A. rufotesselata (Moore, 1879)